# 邓汉民
邓汉民（1944年9月—），湖南省南县人，中华人民共和国军事将领、中国人民解放军少将。

## 生平
1961年8月入伍后，分配到某部服役，先后任通讯员、文书、班长、营部书记。1965年1月，所在部队整编为广东省汕头军分区梅县独立营，1965年9月，经上级批准正式组建梅州军分区时调入机关工作。先后任干部科干事、政治部秘书、宣传科副科长、组织科科长。1973年10月，担任广东省军区独立第四团政委。1976年9月，升任梅州军分区政治部主任。1983年5月，担任梅州军分区政委。1980年10月至1981年8月，进入解放军政治学院学习，1986年9月至1988年7月，在国防大学第一期学习。1989年，任广东省军区副政委，1990年6月，任海南军区副政委，1993年2月，任湖南省军区政委，1995年调任中国人民解放军陆军第四十二集团军政治委员，2001年1月，任广州军区政治部副主任。2004年，退职休养。1988年，被授予大校军衔，1992年7月20日，被授予少将军衔。